# Żołędne
Żołędne – osada leśna w Polsce położona w województwie podlaskim, w powiecie siemiatyckim, w gminie Mielnik.